# Amabela leucosticta
Amabela leucosticta là một loài bướm đêm trong họ Noctuidae.